# Eubela
Eubela is een geslacht van weekdieren uit de klasse van de Gastropoda (slakken).

## Soorten
- Eubela aequatorialis Thiele, 1925
- Eubela awakinoensis Powell, 1942 †
- Eubela calyx (Dall, 1889)
- Eubela distincta Thiele, 1925
- Eubela limacina (Dall, 1881)
- Eubela mcgintyi Schwengel, 1943
- Eubela monile Marwick, 1931 †
- Eubela nipponica Kuroda, 1938
- Eubela plebeja Thiele, 1925